# HAT-P-1b

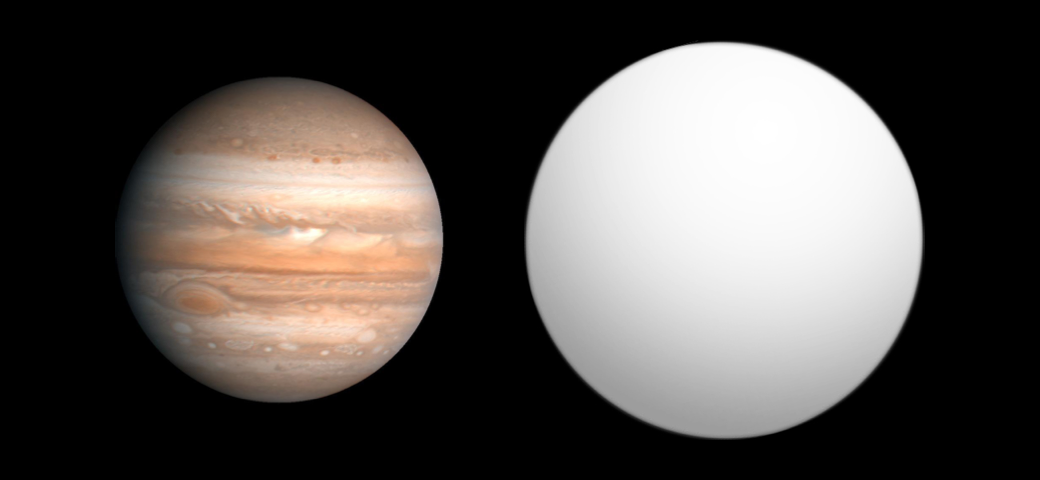
HAT-P-1b im Größenvergleich mit Jupiter

HAT-P-1b ist ein Exoplanet im 450 Lichtjahre von der Erde entfernten Doppelsternsystem ADS 16402, das sich im Sternbild Eidechse („Lacerta“) befindet.
HAT-P-1b ist ein Gasplanet und wurde mithilfe eines Netzwerks von kleinen Weitwinkelfernrohren, welche auf dem Hungarian Automated Telescope (HAT) basieren, entdeckt. Die Entfernung zwischen dem Gasplaneten und dem Stern HAT-P-1, den HAT-P-1b umrundet, beträgt nur 5 % der Entfernung zwischen Erde und Sonne. Somit benötigt HAT-P-1b nur viereinhalb Tage zur Umrundung seines Heimatsterns.
Die Dichte von HAT-P-1b beträgt nur etwa 25 % der Dichte von Wasser. Seine Masse beträgt 53 % der des Jupiters, dagegen entspricht sein Durchmesser dem 1,36-fachen des Jupiters.